# London Critics’ Circle Film Award/Bester Nebendarsteller
Der London Critics’ Circle Film Award für den besten Nebendarsteller wurde 2012 zum ersten Mal vergeben. Er ist Nachfolger des Preises für den London Critics’ Circle Film Award/Besten britischen Nebendarsteller, der von 1998 bis 2011 bei den London Critics’ Circle Film Awards nur an Briten vergeben wurde.

## Preisträger
Anmerkung: Die Preisverleihung bezieht sich immer auf Filme des vergangenen Jahres, Preisträger von 2012 stammen also aus dem Filmjahr 2011.
| Jahr | Preisträger            | Film                               | Nominierte |
| 2012 | Kenneth Branagh        | My Week with Marilyn               | Simon Russell Beale – The Deep Blue Sea Albert Brooks – Drive Christopher Plummer – Beginners Michael Smiley – Kill List                                                                         |
| 2013 | Philip Seymour Hoffman | The Master                         | Alan Arkin – Argo Javier Bardem – James Bond 007: Skyfall Michael Fassbender – Prometheus – Dunkle Zeichen Tommy Lee Jones – Lincoln                                                             |
| 2014 | Barkhad Abdi           | Captain Phillips                   | Michael Fassbender – 12 Years a Slave James Gandolfini – Genug gesagt Tom Hanks – Saving Mr. Banks Jared Leto – Dallas Buyers Club                                                               |
| 2015 | J. K. Simmons          | Whiplash                           | Riz Ahmed – Nightcrawler – Jede Nacht hat ihren Preis Ethan Hawke – Boyhood Edward Norton – Birdman oder (Die unverhoffte Macht der Ahnungslosigkeit) Mark Ruffalo – Foxcatcher                  |
| 2016 | Mark Rylance           | Bridge of Spies – Der Unterhändler | Benicio del Toro – Sicario Tom Hardy – The Revenant – Der Rückkehrer Oscar Isaac – Ex Machina Michael Keaton – Spotlight                                                                         |
| 2017 | Mahershala Ali         | Moonlight                          | Jeff Bridges – Hell or High Water Shia LaBeouf – American Honey Michael Shannon – Nocturnal Animals                                                                                              |
| 2017 | Tom Bennett            | Love & Friendship                  | Jeff Bridges – Hell or High Water Shia LaBeouf – American Honey Michael Shannon – Nocturnal Animals                                                                                              |
| 2018 | Hugh Grant             | Paddington 2                       | Willem Dafoe – The Florida Project Woody Harrelson – Three Billboards Outside Ebbing, Missouri Sam Rockwell – Three Billboards Outside Ebbing, Missouri Michael Stuhlbarg – Call Me by Your Name |
| 2019 | Richard E. Grant       | Can You Ever Forgive Me?           | Adam Driver – BlacKkKlansman Michael B. Jordan – Black Panther Daniel Kaluuya – Widows – Tödliche Witwen Alessandro Nivola – Ungehorsam (Disobedience)                                           |
| 2020 | Joe Pesci              | The Irishman                       | Tom Hanks – Der wunderbare Mr. Rogers (A Beautiful Day in the Neighborhood) Shia LaBeouf – Honey Boy Al Pacino – The Irishman Brad Pitt – Once Upon a Time in Hollywood                          |
| 2021 | Shaun Parkes           | Mangrove                           | Chadwick Boseman – Da 5 Bloods Sacha Baron Cohen – The Trial of the Chicago 7 Aldis Hodge – Clemency Ben Mendelsohn – Milla Meets Moses (Babyteeth)                                              |
| 2022 | Kodi Smit-McPhee       | The Power of the Dog               | Richard Ayoade – The Souvenir Part II Ciarán Hinds – Belfast Jesse Plemons – The Power of the Dog Jeffrey Wright – The French Dispatch                                                           |
| 2023 | Barry Keoghan          | The Banshees of Inisherin          | Tom Burke – Das Wunder (The Wonder) Brendan Gleeson – The Banshees of Inisherin Brian Tyree Henry – Causeway Ke Huy Quan – Everything Everywhere All at Once                                     |
| 2024 | Charles Melton         | May December                       | Robert Downey Jr. – Oppenheimer Ryan Gosling – Barbie Paul Mescal – All of Us Strangers Mark Ruffalo – Poor Things                                                                               |
| 2025 | Kieran Culkin          | A Real Pain                        | Jura Borissow – Anora Guy Pearce – Der Brutalist Jeremy Strong – The Apprentice – The Trump Story (The Apprentice) Denzel Washington – Gladiator II                                              |